# برنارد أديسون
برنارد أديسون (بالإنجليزية: Bernard Addison)‏ هو عازف بانجو أمريكي، ولد في 15 أبريل 1905 في أنابولس في الولايات المتحدة، وتوفي في 18 ديسمبر 1990 في لونغ آيلند في الولايات المتحدة.

## وصلات خارجية
- برنارد أديسون على موقع ميوزك برينز (الإنجليزية)
- برنارد أديسون على موقع قاعدة بيانات برودواي على الإنترنت (الإنجليزية)
- برنارد أديسون على موقع أول ميوزيك (الإنجليزية)
- برنارد أديسون على موقع ديسكوغز (الإنجليزية)